# Regifugium
Il regifugium è un antico cerimoniale della religione romana che aveva luogo nei comitia calata il 24 febbraio, e aveva il suo culmine nella fuga del rex sacrorum. 

## Descrizione
La cerimonia è di significato oscuro già per gli stessi antichi; è comunque certo che affonda le sue radici in età monarchica.
Ovidio la collega alla cacciata di Tarquinio il Superbo, ma la maggioranza delle fonti tramanda che la cerimonia segnava la fine dell'anno o, perlomeno, la sospensione delle attività del rex sacrorum fino alle calende di marzo, l'inizio del nuovo anno.
Nel calendario romano di Numa Pompilio febbraio fu diviso in due parti, ciascuna con un numero dispari di giorni: la prima parte finiva il giorno 23 con i Terminalia, considerati la fine dell'anno religioso, mentre i restanti cinque giorni formavano la seconda parte. Quindi i cinque giorni terminali di febbraio erano collocati tra la fine del vecchio anno e quello nuovo (1 marzo) e considerati soprannumerari rispetto al calendario: un periodo in cui il rex sacrorum era sostituito da un interrex..